# Nordplatz (Leipzig)
Der Nordplatz in Leipzig ist ein Schmuckplatz in der nördlichen Vorstadt im Ortsteil Zentrum-Nord. Die Anlage des Nordplatzes steht unter Denkmalschutz.

## Lage und Beschreibung
Der Nordplatz liegt 1,3 Kilometer nach Norden von der Stadtmitte (Markt) entfernt. Die nach Süden abgehende Nordstraße vermittelt eine Sichtachse zum Turm des Alten Rathauses. Durch sein umgebendes Straßen-Rechteck mit den Adressen Nordplatz vermittelt er die Verbindung von acht einmündenden Straßen.
Der Platz ist ein Rechteck von 75 m Länge und 35 m Breite ohne die umgebenden Straßen, was eine Fläche von etwa einem Hektar ergibt. Durch rechtwinklig verlaufende Fußwege ist der Platz streng gegliedert. Die Mitte bildet ein großes Rasenparterre, das von Hänge-Silber-Linden umsäumt wird. An seinem Südende stehen zwei vielblütige Apfelbäume. Den gesamten Platz fassen Rosskastanien ein.
Auf dem nördlichen Drittel des Platzes steht die Michaeliskirche, deren Bau mit dem 70 Meter hohen Turm durch den umgebenden Platz gut zur Geltung kommt. In der südwestlichen Platzecke befindet sich der an die Völkerschlacht erinnernde Apelstein Nr. 37. Umgeben wird der Nordplatz von Bauten aus der Zeit des Historismus und des beginnenden Jugendstils.

## Geschichte
Im Jahr 1868 wurde für das nördlich der Stadt bis an die Fluren der Dörfer Gohlis und Eutritzsch reichende Gebiet ein Bebauungsplan aufgestellt. Am Ende der 1870 fertiggestellten Nordstraße wurde ein zentraler Platz vorgesehen, der 1882 den Namen Nordplatz erhielt und bis 1885 von der Ratsgärtnerei unter ihrem Leiter Otto Wittenberg (1834–1918) als Schmuckplatz gestaltet wurde. Eine umlaufende Promenade mit Lindenbäumen und abgesenkte Rasenparterres umgaben die Platzmitte, die zwei Spielplätze wiederum mit umgebenden Baumreihen enthielt.
1887/1888 begann die Umbauung des Platzes mit zwei repräsentativen Wohnhäusern als Begrenzung des Nordstraßenendes. Von 1901 bis 1904 wurde die Michaeliskirche nach Plänen des Leipziger Architektenbüros Heinrich Rust und Alfred Müller erbaut, was eine Veränderung der Gestaltung des Nordplatzes zur heutigen Form zur Folge hatte. Parallel dazu wurden bis 1907 die West- und die Nordseite des Platzes mit Wohnhäusern bebaut. Die Häuser an der Westseite zeigen besonders prächtige Portale. Das Haus Nr. 10 an der Nordseite von 1899 ist eines der ersten Jugendstilhäuser Leipzigs.
An der Ostseite des Platzes entstanden zwei prächtige Gebäude, die durch ihre teilweisen Verblendungen mit rötlichen Porphyrtuff besonders hervortreten, 1913/1914 nach Plänen von Otto Wilhelm Scharenberg die Leibnizschule und nördlich davon 1921/1922 durch das Architektenbüro Händel & Franke das einstige Verwaltungsgebäude des Mitteldeutschen Braunkohlesyndikats. Dieses wurde von 1945 bis 1993 durch die sowjetische Kommandantur als Schule und Kaufhaus genutzt. Nach über eineinhalb Jahrzehnten Leerstand wurde es ab 2007 umfassend saniert und danach durch das Finanzamt Leipzig II genutzt.
Den Zweiten Weltkrieg hat die Bebauung des Nordplatzes bis auf die Nr. 7 an der Westseite unzerstört überstanden. Diese Lücke wurde durch einen Neubau geschlossen. Bis auf diesen stehen alle Gebäude um den Nordplatz unter Denkmalschutz.

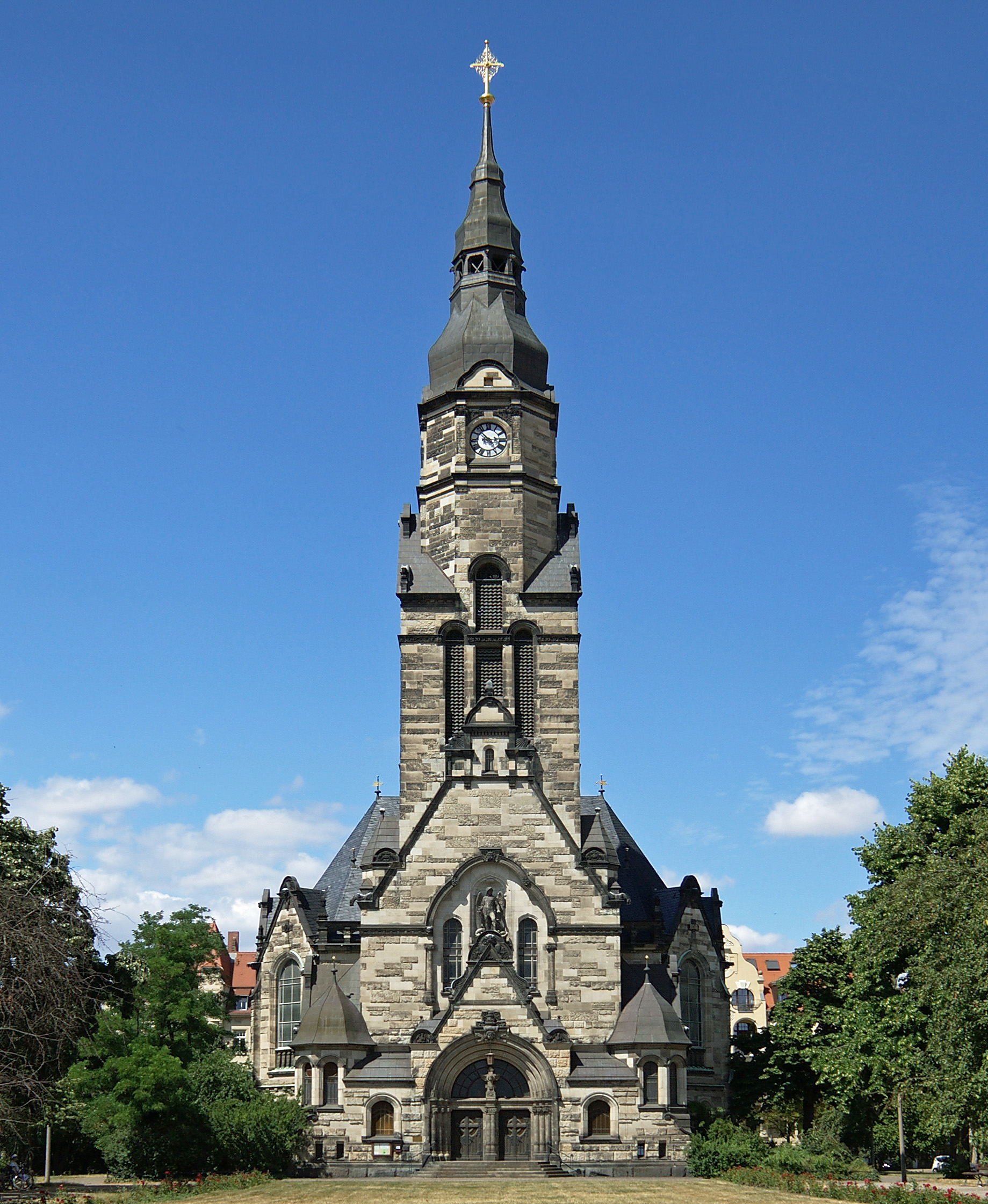
Michaeliskirche (2010)
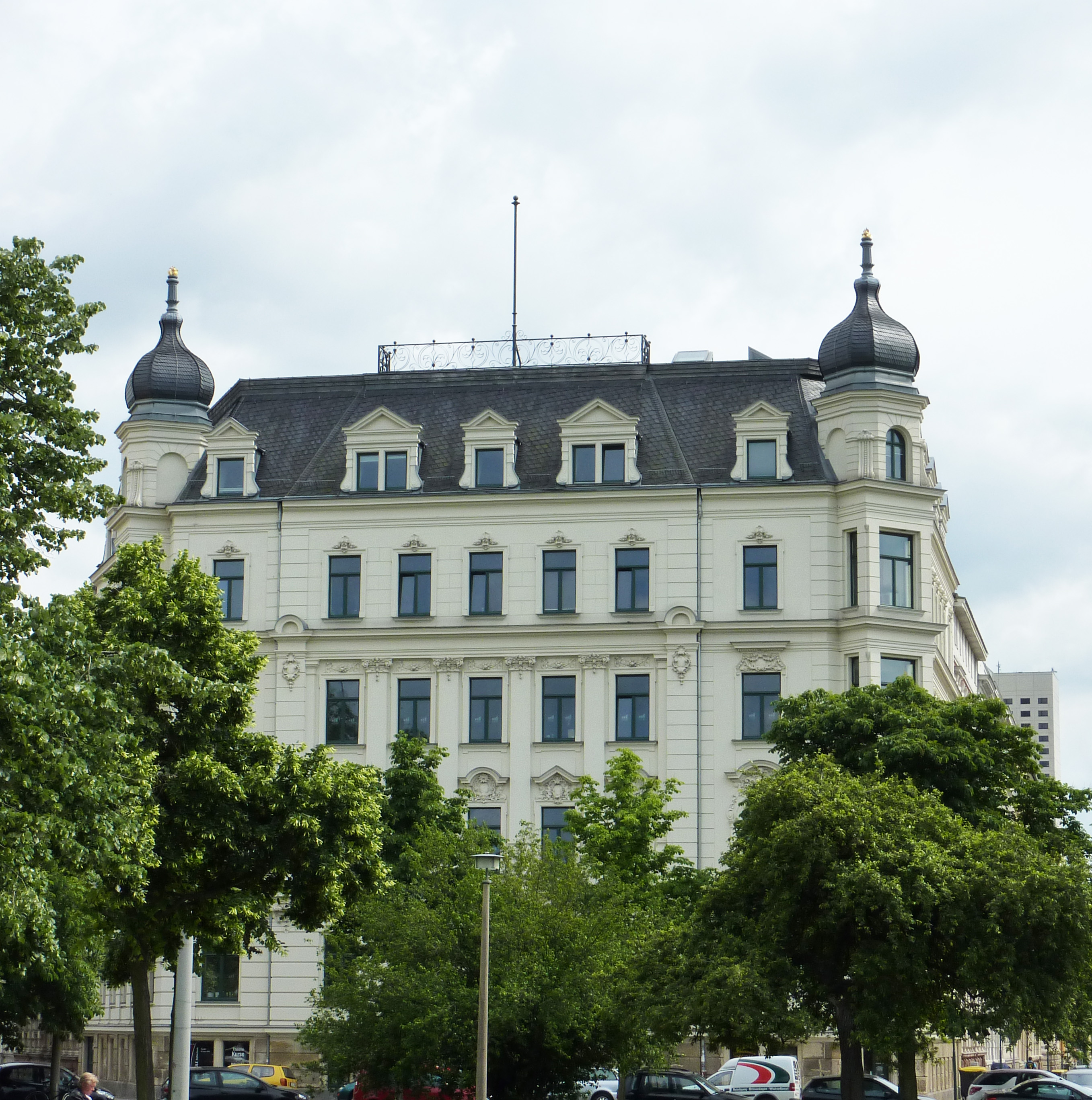
Nordplatz 1 (2013)
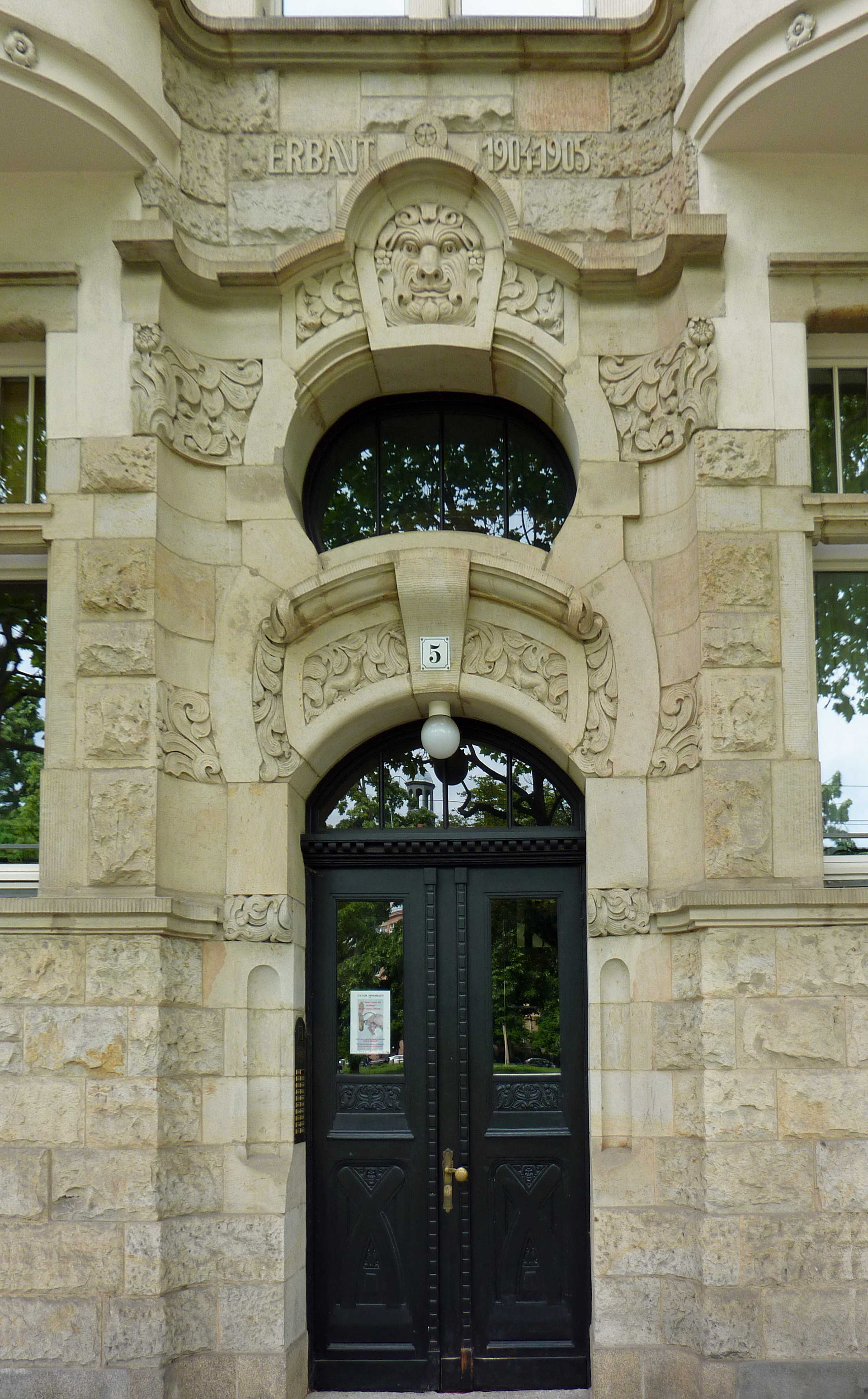
Portal an Nr. 4
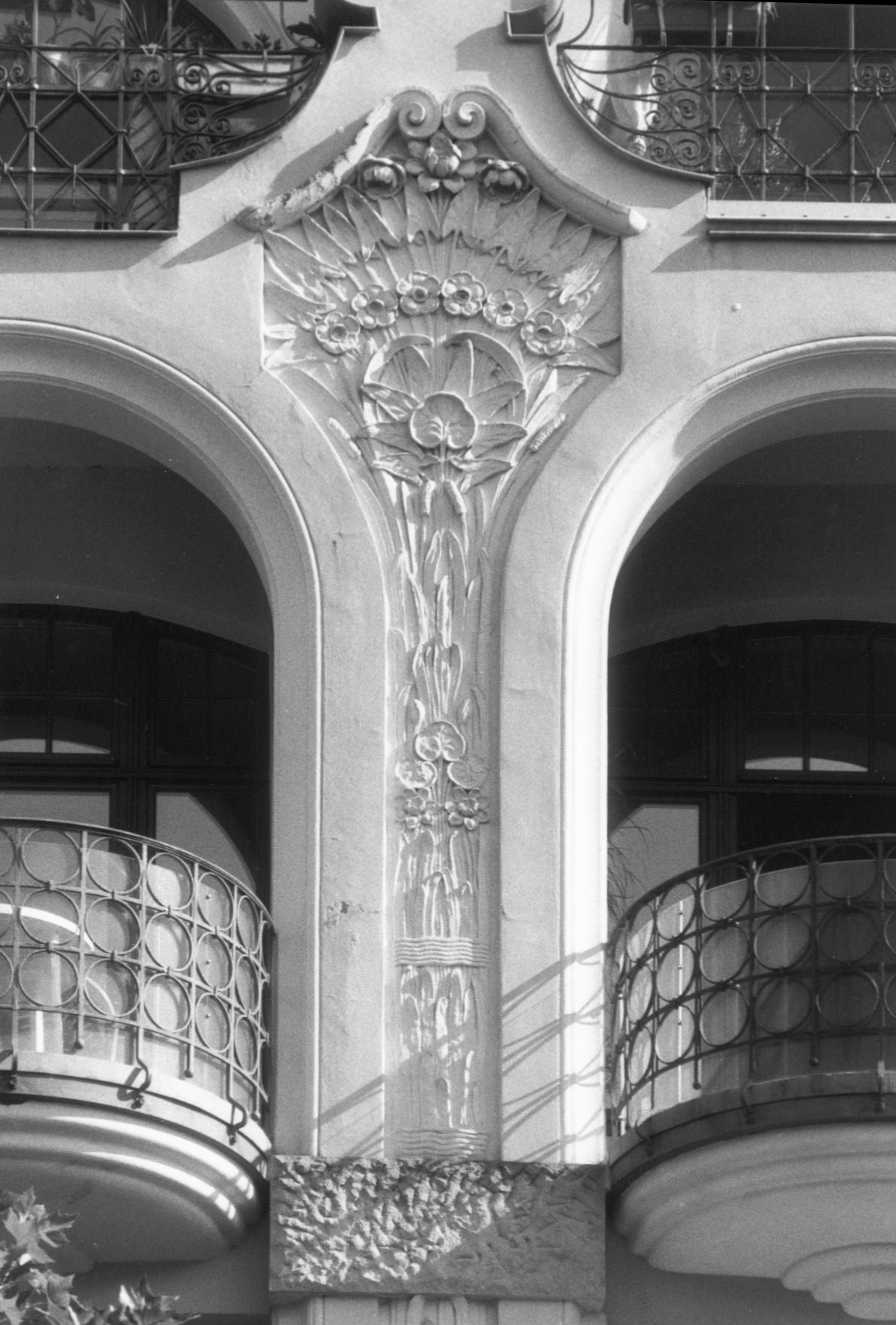
Detail an Nr. 10
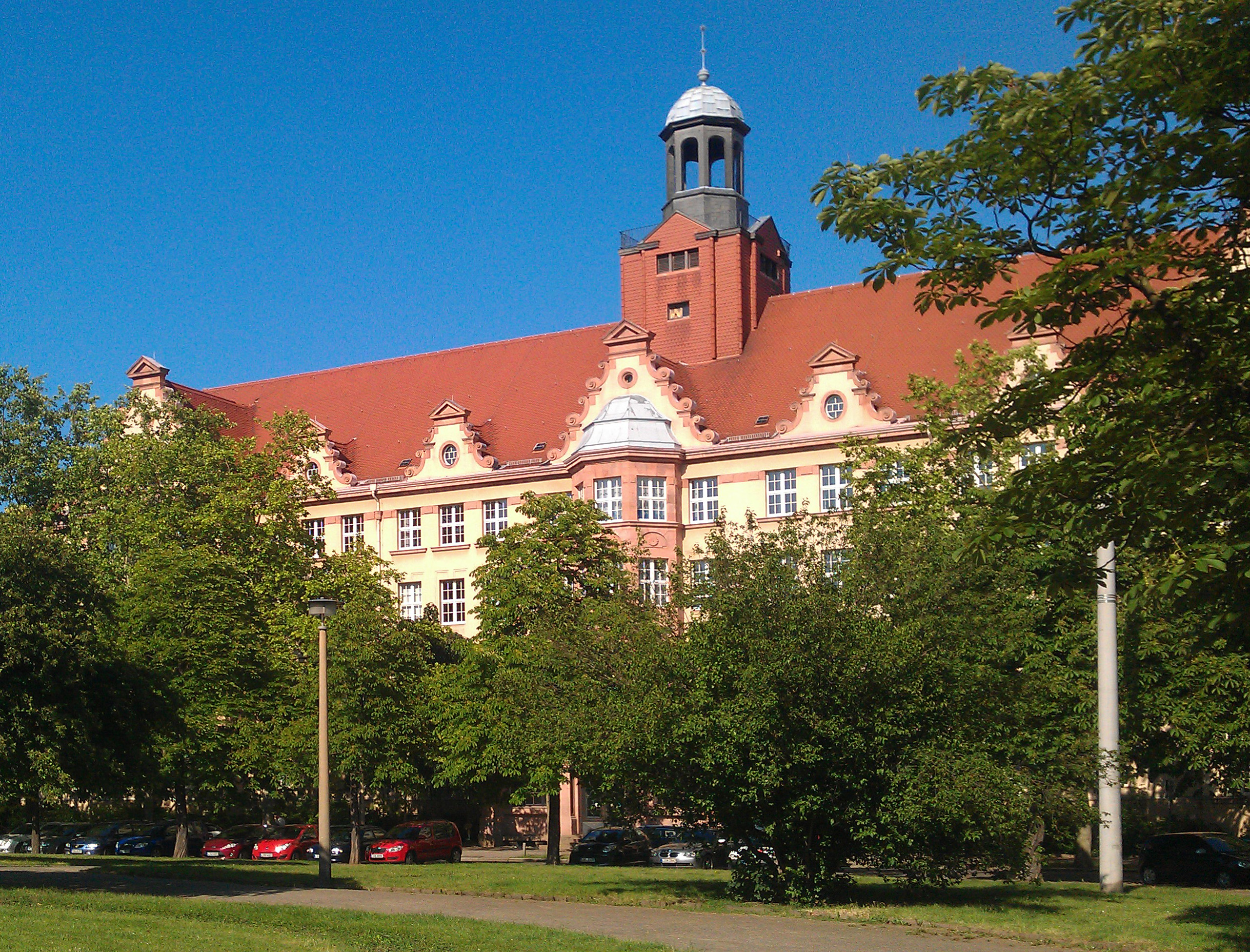
Leibnizschule (2012)
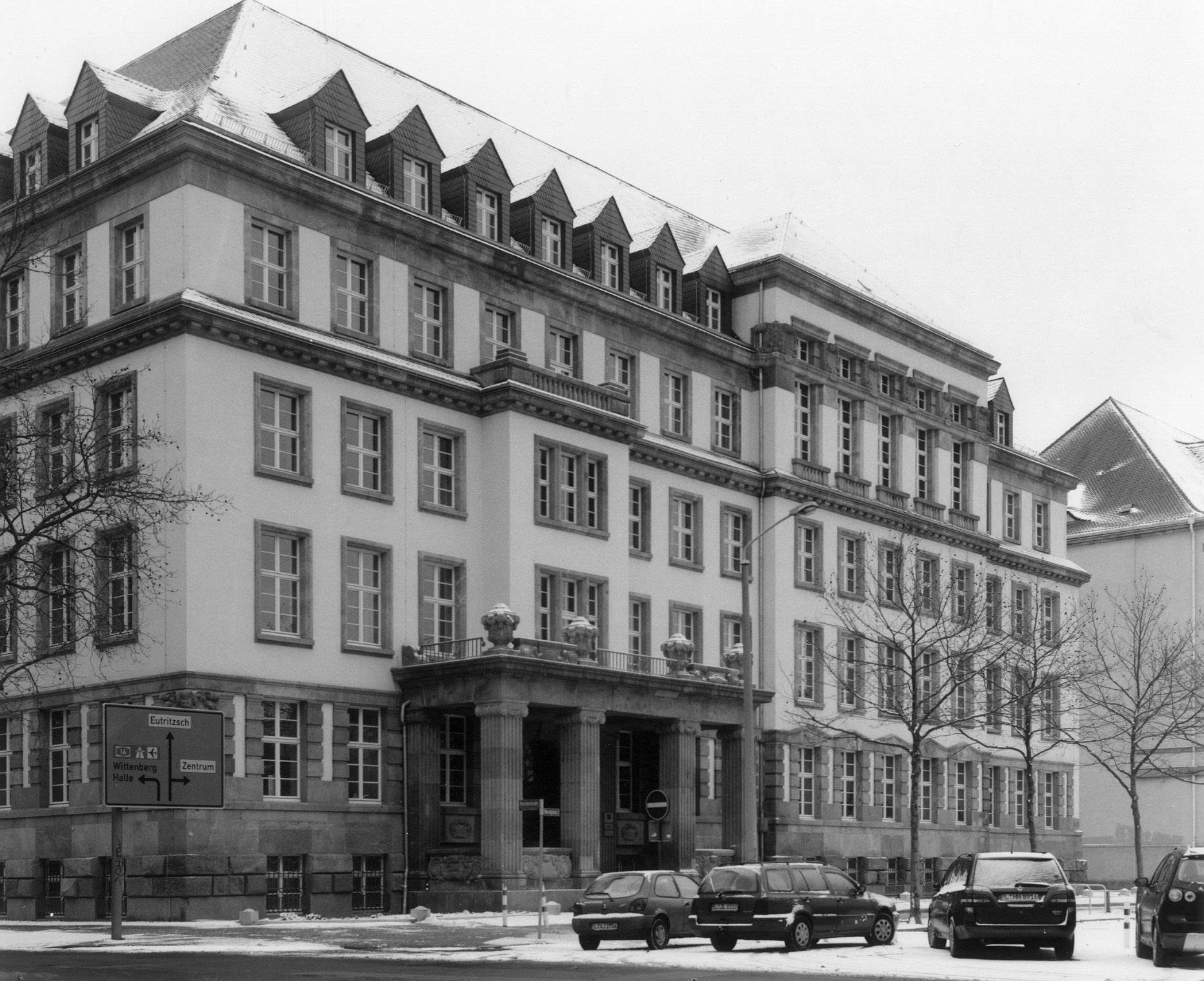
Finanzamt II (2009)
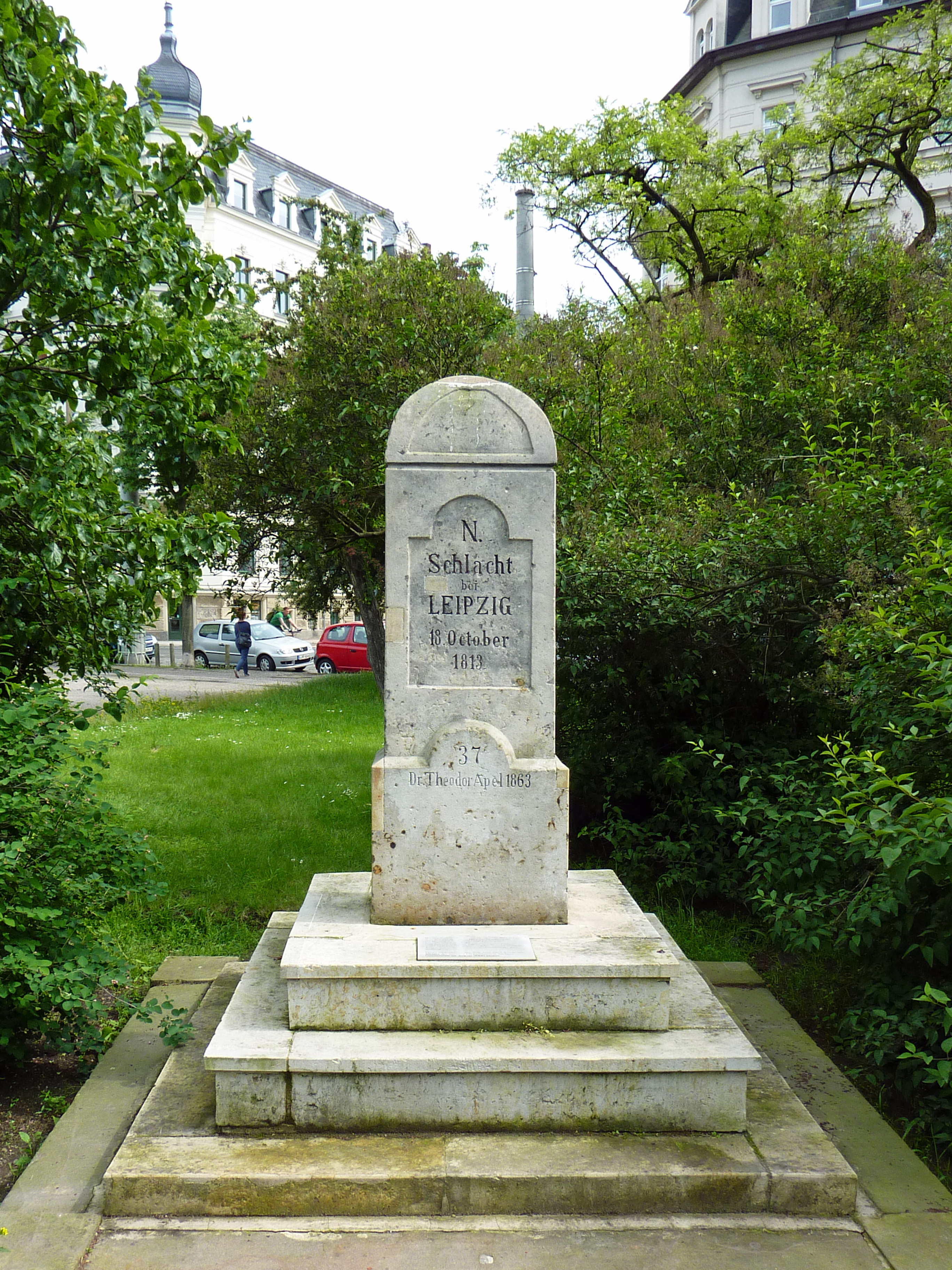
Apelstein (2013)